# Richard Brautigan
Pour les articles homonymes, voir Brautigan.
Œuvres principales
- La Pêche à la truite en Amérique
- Sucre de pastèque
- L'avortement
- Un privé à Babylone
- Tokyo-Montana Express

Richard Brautigan (30 janvier 1935 - 14 septembre 1984) est un écrivain et poète américain.
Issu d'un milieu social défavorisé de la côte Ouest, Brautigan trouve sa raison d'être dans l'écriture et rejoint le mouvement littéraire de San Francisco en 1956. Il y fréquente les artistes de la Beat Generation et participe à de nombreux évènements de la contre-culture. En 1967, durant le Summer of Love, il est révélé au monde par son best-seller La Pêche à la truite en Amérique et est surnommé le « dernier des Beats ». Ses écrits suivants auront moins de succès et dès les années 1970, il tombe progressivement dans l'anonymat et l'alcoolisme. Il met fin à ses jours en septembre 1984. Son dernier roman Cahier d'un retour de Troie sera publié 10 ans plus tard en France.

## Biographie

### Enfance
Lulu Mary "Mary Lou" Kehoe et Bernard F. Brautigan, les parents de Richard Brautigan, se marient le 18 juillet 1927 à Tacoma dans l'État de Washington, au nord de la côte Ouest américaine. Après sept ans de vie commune, ils se séparent en avril 1934. Dans ses mémoires, You Can't Catch Death, Lanthe, la fille unique de Brautigan, rapporte ce témoignage de Mary Lou : « Je l'ai quitté [Bernard] avec tout ce que je possédais dans un sac en papier. Je ne savais pas que j'étais enceinte. »
Richard Gary Brautigan naît le 30 janvier 1935 à Tacoma. Bernard Brautigan apparaît sur son acte de naissance comme étant le père. Il est cependant difficile de savoir si Bernard fut informé de ce fait. Mary Lou affirme ne le lui avoir jamais dit et Bernard, interviewé à la suite du suicide de Brautigan, s'indigne de n'avoir jamais su la chose. « Je ne sais rien de lui excepté qu'il a le même nom de famille que moi. Pourquoi ont-ils attendu cinquante ans pour me dire que j'avais un fils, ? » D'ailleurs, il est enrôlé dans l'armée américaine le 4 mai 1942 et indique sur son statut marital "divorcé, sans enfants". Paradoxalement, à sa fille Ianthe et à un de ses meilleurs amis Keith Abbott (et futur biographe), Brautigan raconte avoir rencontré deux fois son père durant son enfance,.
L'enfance de Brautigan est marquée par la pauvreté, les déménagements, les abandons et les mauvais traitements dus à ses multiples beaux-pères.
Il grandit jusqu'à l'âge de 8 ans à Tacoma. Mary Lou et le jeune Brautigan emménagent avec Arthur M. Titland, un camionneur. Le 1er mai 1939, Barbara Jo Titland voit le jour. C'est le deuxième enfant de Mary Lou et Arthur Titland en est le père officiel. En 1943, Arthur Titland part faire son service militaire dans la marine de guerre des États-Unis, en pleine Seconde Guerre mondiale.
De son côté, Mary Lou épouse Robert Geoffrey "Tex" Porterfield le 20 janvier 1943. Cette nouvelle relation fait déménager toute la famille à Eugene dans l'Oregon entre 1943 et 1944. Porterfield y travaille en tant que cuisinier. Richard passe sa scolarité en portant le nom de famille de son beau-père "Porterfield" et ne retrouve son véritable nom de famille qu'en 1953, juste avant son diplôme de fin d'études secondaires. Le 1er avril 1945, Mary Lou met au monde Sandra Jean Porterfield. C'est la deuxième demi-sœur de Brautigan alors âgé de 10 ans. La vie du couple est houleuse, faite de violence domestique et de précarité. Après plusieurs séparations, ils divorcent en juillet 1950.
La famille de Brautigan vit de l'aide sociale. À l'école, il est vu comme un marginal du fait de sa pauvreté. Leurs difficultés financières amènent également Brautigan à pêcher et chasser pour leur subsistance. Il exerçait divers petits boulots également (recyclage de bouteilles consignées, vente de vers de terre, tonte de pelouse). Bien plus tard, son roman Mémoires sauvés du vent (1982) évoque cette période.
La mère de Brautigan se marie avec William Folston en juin 1950, un mois avant son divorce officiel de Robert Porterfield.

### Adolescence et début dans l'écriture
Brautigan passe sa scolarité à Woodrow Wilson Junior High School puis à Eugene High School entre 1950 et 1953. C'est durant l'année 1952 que Richard retrouve son nom d'origine. À partir de cette date, il n'utilisera plus le nom "Porterfield" mais celui de "Brautigan". Cette même année, il publie son premier poème The Light dans le journal de son lycée. Il ne participe à aucune activité extrascolaire, ni aucun club d'étudiant. Il est décrit comme un type très grand, discret et solitaire.
Une enseignante en langue anglaise, Juliet Gibson, aurait familiarisé Brautigan à la poésie d'Emily Dickinson et de William Carlos Williams. Ces deux écrivains auront une influence notable dans le style de Brautigan.
Ses premiers poèmes sont notamment encouragés par Peter Webster, son meilleur ami. « Déjà à l'époque, c'était un grand poète et j'aimais le son de sa voix,. » La famille Webster représentait un refuge pour Brautigan qui fuyait la violence et l'incompréhension de son foyer. Barbara Titland, demi-sœur de Brautigan, explique : « Mes parents le harcelaient. Ils n'ont jamais écouté ce qu'il écrivait et n'ont pas compris l'importance qu'avait l'écriture pour lui,. » C'est d'ailleurs à Edna Webster, la mère de Peter, que Brautigan confie ses écrits de jeunesse avant de quitter Eugene pour San Francisco.
Le 9 juin 1953, Brautigan obtient son diplôme de fin d'études secondaires et est déterminé à devenir écrivain. Dès lors, son objectif est de rejoindre la Beat Generation à San Francisco, le centre de la révolution littéraire de l'époque.
En attendant, il travaille épisodiquement pour l'Eugene Fruit Growers Association, une usine conditionnant des haricots verts et trouve quelques autres petits boulots.
Durant ces années, il écrit constamment et plusieurs de ses poèmes sont publiés.
En novembre 1955, Brautigan confie à Edna Webster plusieurs manuscrits et des effets personnels. Ces écrits, ainsi que d'autres qui viendront les rejoindre, constitueront le recueil (en)Edna Webster Collection of Undiscovered Writings.

### Séjour à l'asile de Salem
Le 14 décembre 1955, Brautigan pénètre dans le poste de police d'Eugène, déclare qu'il va commettre un délit puis brise une vitre avec une pierre et demande à être enfermé. Il est arrêté et jugé pour désordre public. Il est condamné à 10 jours de prison et à 25 dollars d'amende.
Les motivations de ce geste sont plurielles. Certains évoquent le fait que les conditions de vie de Brautigan étaient tellement misérables qu'il aurait commis ce geste pour des raisons alimentaires. On rapporte aussi que ses parents le croyaient fou et envisageaient de le faire interner. Brautigan aurait également mal supporté la culpabilité liée à ses sentiments pour Linda Webster, âgée de 14 ans à l'époque.
Le 24 décembre 1955, après sept jours de prison, Brautigan est transféré à l'Oregon State Hospital pour une période d'« observation et de traitement ». Il est diagnostiqué schizophrène paranoïaque et subit douze séries d'électro-chocs. Durant son hospitalisation, il prend conscience de la gravité de ses actes et met tout en œuvre pour devenir le patient modèle et sortir au plus vite de l'hôpital. Il écrit à Edna et Linda Webster pour les rassurer sur sa santé mentale. Il correspond avec D. Vincent Smith en vue de faire publier son roman The God of the Martians (encore inédit à ce jour). Brautigan s'écrit également à lui-même pour vérifier qu'il ne perd pas la mémoire à cause du traitement.
Le 19 février 1956, Brautigan est relâché de l'hôpital. Son séjour aura duré trois mois. Il quitte définitivement l'Oregon, laissant sans nouvelles sa famille. Sa mère avoua ne pas s'être soucié de son devenir dès lors. « Quand vous savez que votre enfant est célèbre, vous ne vous en faites pas pour lui, non, ? » Seules Barbara et Sandra, ses demi-sœurs, tentèrent de garder le contact, sans succès jusqu'au 18 juillet 1970, où Brautigan leur signifia une fin de non-recevoir.

### San Francisco 1956-1967
En automne 1956, Brautigan déménage à San Francisco. Il tente d'intégrer le milieu littéraire et y rencontre le mouvement Beat. Il gagne sa vie grâce à divers jobs, tel que la livraison de télégrammes pour Western Union. Sans domicile fixe, il dort dans des terminaux de bus, des voitures ou des hôtels bon marché.
Brautigan fréquente « The Place » sur Grant Avenue et en particulier ses « Blabbermouth Nights », un concours hebdomadaire autour d'une lecture publique organisé par John Alley Ryan et John Gibbons Langan. On le croise aussi au Vesuvio, un bar très populaire de North Beach, et au « Co-Existence Bagel Shop ». Pierre Delattre, jeune pasteur protestant, dirige la mission « Bread and Wine » qui offre le couvert aux nécessiteux et diverses actions sociales. Cette mission devient le point de ralliement de la contre-culture et du Dharma Committee qui rassemble Joanne Kyger, Philip Whalen et Robert Duncan. Brautigan les rejoint pour des lectures de poésie et des repas gratuits au même titre que Bob Kaufman ou Gary Snyder.
Le 8 juin 1957, il épouse Virginia Dionne Adler. Ils vivent à North Beach et Virginia subvient aux besoins du foyer grâce à son travail de secrétariat. Brautigan, libéré des contingences matérielles, se consacre entièrement à l'écriture.
En automne 1957, l'anthologie « Four New Poets » est publiée, faisant apparaître quatre poèmes de Brautigan chez Inferno Press. Au même titre que Martin Hoberman, Carl Larsen et James M. Singer. C'est la première fois que Brautigan apparaît dans un livre.
En mai 1958, (en)The Return of the Rivers est publié par Inferno Press. Ce poème est imprimé sur une double page, dans une couverture noire et est considéré comme le premier livre de Brautigan. Les 100 exemplaires produits sont tous signés de la main de Brautigan. Cette même année voit la publication chez White Rabbit Press de The Galilee Hitch-Hiker dont le leitmotiv est une représentation fictive de Charles Baudelaire. Suivi de Lay the Marble Tea en 1959 et de The Octopus Frontier, un recueil de 22 poèmes en 1960.
Le 25 mars 1960, sa fille unique Ianthe Elizabeth Brautigan naît. L'été 1961, Brautigan fait du camping en famille dans l'Idaho et commence l'écriture de son futur best-seller, La Pêche à la truite en Amérique. À Noël 1962, Brautigan et sa femme se séparent et il faudra attendre février 1970 pour le divorce officiel. Virginia part vivre à Hawaï fin 1975.
Le premier roman publié de Brautigan, Un général sudiste de Big Sur (1964), est un échec commercial. Grove Press est échaudé et refuse de publier les trois romans suivants (La Pêche à la truite en Amérique, Sucre de pastèque et L'Avortement). Le contrat qui liait Brautigan et Grove Press est rompu en 1966. Brautigan se trouve à nouveau sans revenus autres que les ventes de ses recueils de poèmes mais il persévère dans son désir de devenir un écrivain lu et reconnu. Il participe à de nombreuses lectures publiques et à des rencontres artistiques qui rythmaient la vie de San Francisco. Brautigan apparaît notamment sur la célèbre photographie de Larry Keenan The Last Gathering of Beat Poets & Artists, City Lights Books qui tente de regrouper devant la librairie les artistes Beat de 1965 à San Francisco. Sur cette photographie, on peut voir Brautigan au deuxième rang, portant un chapeau blanc.
Tandis que le mouvement hippie prend de l'ampleur à San Francisco, Brautigan se rapproche en 1966 des Diggers, un groupe d'anarchistes militants du quartier de Haight-Ashbury dont il partage l'idéalisme hippie et les causes. Il admire particulièrement leurs actions envers les nécessiteux et leurs soupes populaires. Il déménage à Geary Street et devient le voisin d'Erik Weber, un ami et photographe qui réalisera la plupart des portraits promotionnels de Brautigan.
En 1966-1967, Brautigan est nommé poète en résidence au California Institute of Technology. Il participe également à plusieurs événements organisés par les Diggers, travaille à la Communication Company, leur imprimerie artisanale de propagande, et distribue des tracts dans les rues, notamment à Haight Street. Il apparaît toujours lors de diverses lectures publiques de ses écrits. The Communication Company édite un poème de Brautigan intitulé (en)All Watched Over by Machines of Loving Grace.

### Le succès deLa Pêche à la truite en Amérique
La Pêche à la truite en Amérique est publié en 1967 chez Four Seasons Foundation, dirigé par Donald Allen. La presse critique et le public acclament ce livre. Brautigan multiplie les lectures publiques et les colloques à travers le pays.
L'année suivante, Four Seasons sort Sucre de pastèque et (en)The Pill versus The Springhill Mine Disaster, un recueil de la plupart de ses précédents poèmes édités. (en)Please Plant This Book est publié également par Graham Mackintosh. Il s'agit d'un ensemble de huit poèmes imprimés sur des sachets de graines, distribué gratuitement dans la rue.
Prévenu du succès de Brautigan sur la côte Ouest par l'intermédiaire de Kurt Vonnegut, le New-Yorkais George T. Delacorte rachète les droits de La Pêche à la truite en Amérique, (en)The Pill versus The Springhill Mine Disaster, In Watermelon Sugar à Four Seasons Foundation et compile les trois livres en un volume qui est vendu à 300 000 exemplaires l'année de sa publication. Plusieurs nouvelles de Brautigan paraissent dans les magazines Rolling Stone, Vogue et Playboy.
Delacorte publie le nouveau recueil de poèmes de Brautigan titré (en)Rommel Drives On Deep Into Egypt en 1970. Life fait paraître en août 1970 un article dédié à Brautigan : (en)Gentle Poet of the Young: A Cult Grows around Richard Brautigan de John Stickney.
Initialement prévu sous le label Zapple Records, un enregistrement de plusieurs poèmes et courts écrits Listening to Richard Brautigan lu par Brautigan paraît chez Harvest Records, une annexe britannique de Capital Records. Les prises sonores eurent lieu aux studios Golden State Recorders ainsi que dans l'appartement de Brautigan, sur Geary Street.
Les éditions Simon and Schuster publient (en)The Revenge of the Lawn: Stories 1962-1970 et L'Avortement au début des années 1970. Brautigan est au sommet du succès et les années qui s'annoncent verront le déclin irrémédiable de cette popularité.

### Bolinas
En décembre 1971, Brautigan achète une maison de style Arts & Crafts à bardeaux du début du XXe siècle faisant face à l'océan, dans la ville de Bolinas, une localité juste au nord de San Francisco. Cette demeure a été décrite comme hantée par le fantôme d'une servante chinoise qui se serait suicidée et aurait été enterrée sur la propriété. C'est dans le salon de cette maison que Brautigan mettra fin à ses jours, treize ans plus tard.
À Bolinas, on retrouve une communauté d'artistes, d'écrivains et d'éditeurs tels que Donald Allen, Bill Berkson, Ted Berrigan, Jim Carroll, Robert Creeley, Lawrence Ferlinghetti, Bobbie Louise Hawkins, Joanne Kyger, Thomas McGuane, David Meltzer, Daniel Moore, Alice Notley, Nancy Peters, Aram Saroyan et Philip Whalen. L’État de Washington décerne un prix de littérature à Brautigan pour son recueil de nouvelles La Vengeance de la pelouse en avril 1972.
Brautigan écrit Le Monstre des Hawkline en 1972 à Pine Creek, dans le Montana, à l’occasion de son premier voyage dans cet État. Il y fait la rencontre d'une communauté d'artistes surnommée le « Montana gang », comprenant des écrivains et des acteurs, tous plus ou moins voisins. Les éditions du Seuil publient la première traduction française de Brautigan : L'Avortement, en 1973.

### Les grands espaces du Montana

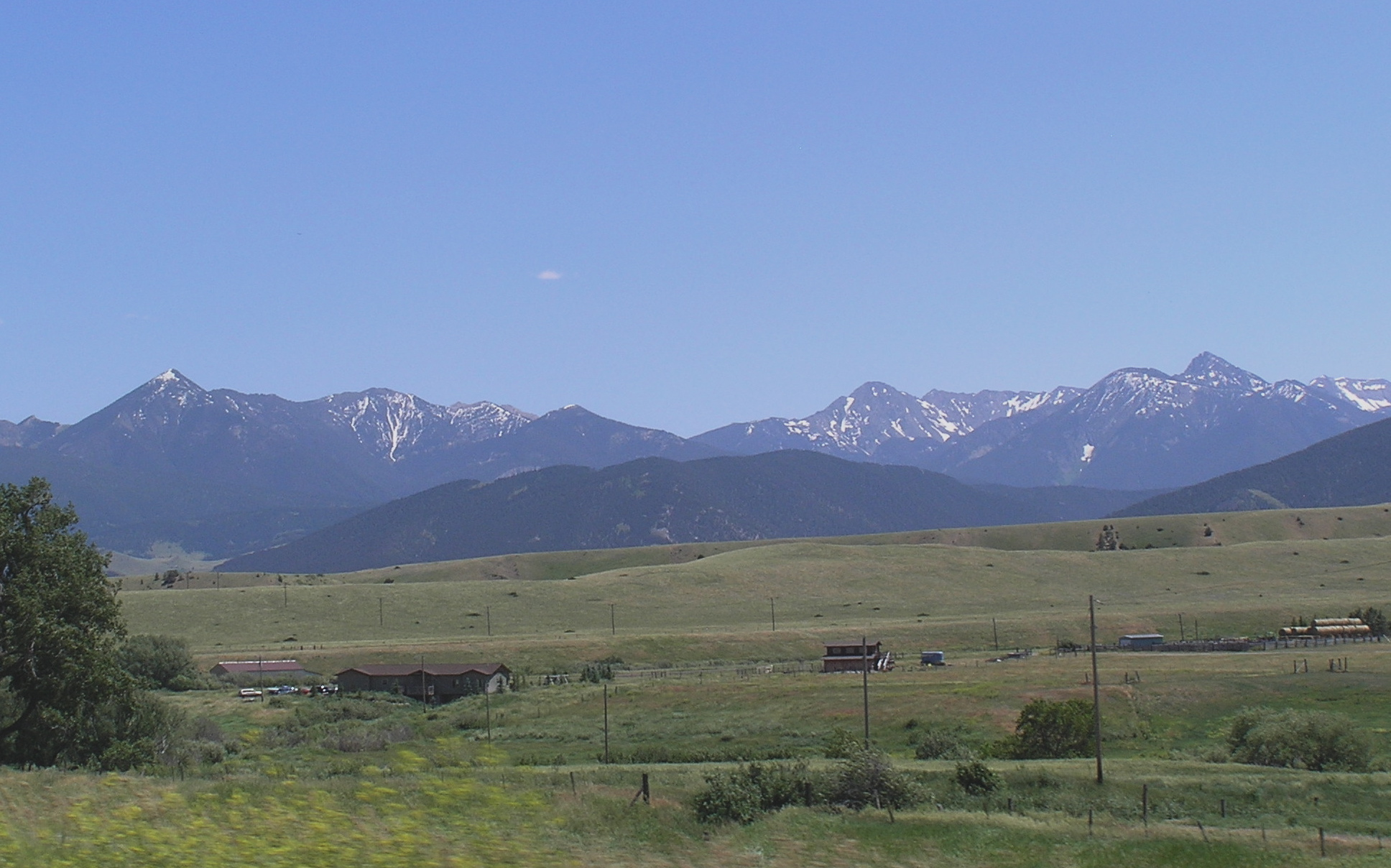
Vue sur la chaîne Absaroka, Montana.

1974 est l'année de la publication de Le Monstre des Hawkline ((en) The Hawkline Monster: A Gothic Western) et de la première traduction en français de La Pêche à la truite en Amérique et de Sucre de pastèque aux éditions Bourgois. Brautigan achète aussi un ranch à Pine Creek, dans le Montana pour avoir un pied à terre dans la région. Cette propriété de 42 acres est constituée d’une maison et d’une grange dans laquelle est aménagée une salle d’écriture avec vue sur les montagnes d'Absaroka. Il y retrouve le « Montana gang » et compte parmi ses voisins William Hjortsberg (futur biographe), Jim Harrison, Peter Fonda et sa femme Becky, Jeff Bridges, Warren Oates, le cinéaste Sam Peckinpah.
Willard et ses trophées de bowling ((en) Willard and His Bowling Trophies: A Perverse Mystery) est publié en 1975. À San Francisco, les travaux bruyants sur le tunnel de Geary font quitter Geary Street à Brautigan qui déménage à Union Street.

### Sa passion pour le Japon

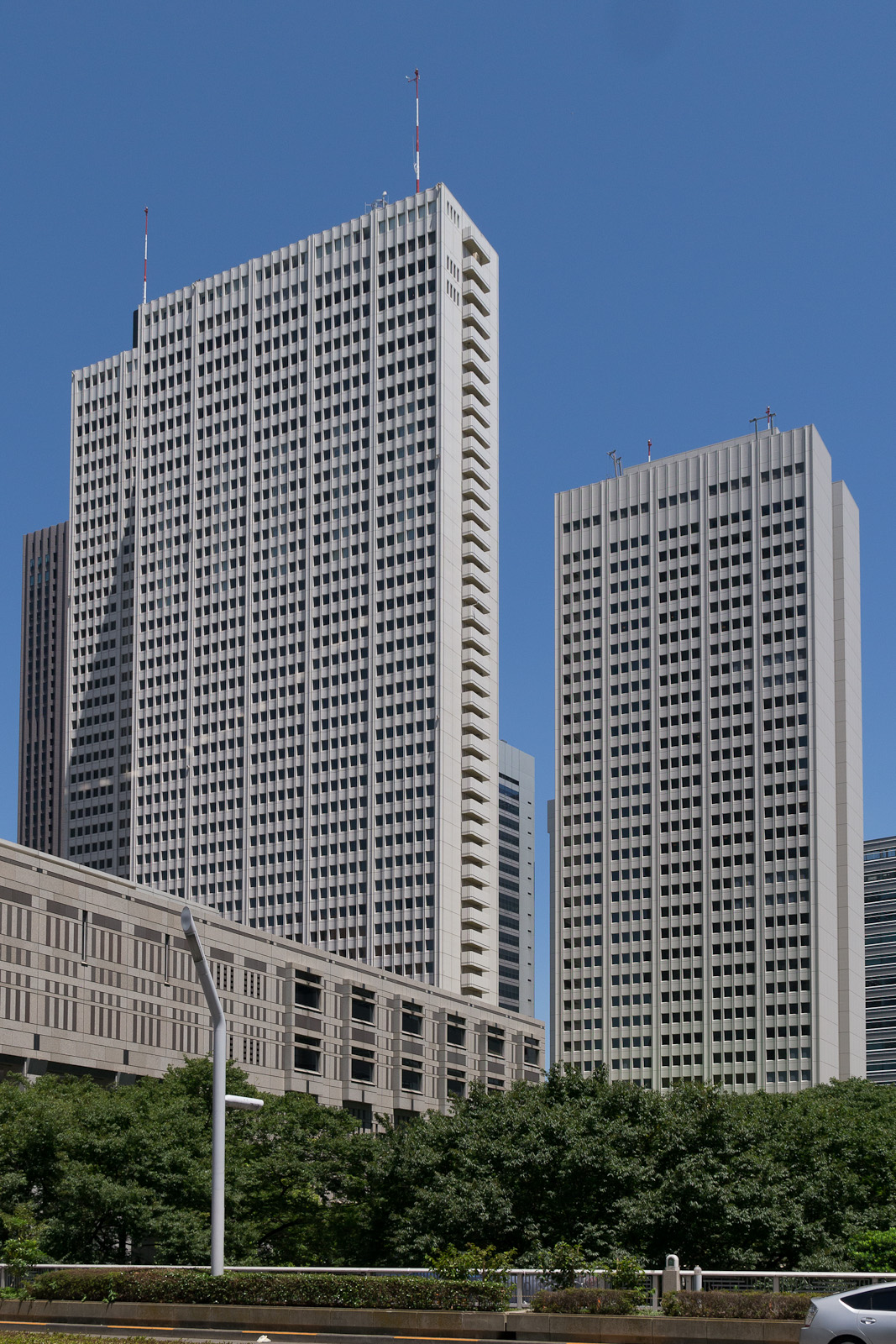
Le Keio Plaza Hotel de Tokyo où Brautigan descendait lors de ses séjours répétés au Japon.

De janvier à juillet 1976, Brautigan visite le Japon pour la première fois. Il est installé au Keio Plaza Hotel de Tokyo. Durant ces sept mois, il écrit le matériel que l'on retrouve dans Journal japonais et dans Tokyo-Montana Express. Il rencontre également Akiko Nishizawa Yoshimura qu'il épousera l'année suivante. Au Japon, il trouve la célébrité qui s'étiole en Amérique et Brautigan est un grand admirateur de certains écrivains japonais. Dès lors, Brautigan voyage régulièrement au Japon plusieurs mois par an.
Cette même année 1976, deux livres de Brautigan sont publiés : (en) Loading Mercury With a Pitchfork, un recueil de poèmes, ainsi que Retombées de sombrero ((en) Sombrero Fallout: A Japanese Novel). 1977 voit la publication d'un nouveau roman parodique : Un privé à Babylone ((en) Dreaming of Babylon), reprenant les canons des romans noirs autour d'un narrateur antihéros. Le 1er décembre 1977, Brautigan épouse Akiko Nishizawa Yoshimura à Richmond en Californie. Un nouveau recueil de poèmes profondément teinté par le Japon est publié en 1978 : Journal japonais ((en) June 30th, June 30th).
C'est en décembre 1979 que Brautigan et Akiko se séparent pour finalement divorcer en 1980.
Les livres de Brautigan ne reçoivent plus un accueil chaleureux du public et son œuvre est progressivement ignorée. Dans ce contexte peu favorable, Brautigan publie Tokyo-Montana Express et reprend ses efforts promotionnels en participant à des lectures publiques et des actions diverses pour faire connaître son nouvel ouvrage.
Sa fille, Ianthe Brautigan, épouse Paul Swensen septembre 1981. Brautigan n'approuve pas ce mariage, estimant sa fille trop jeune pour un tel engagement (Ianthe avait alors 21 ans). Il refuse de se montrer lors de la cérémonie et il déclare « Je préférerai ton second époux. »
Pour la publication des Mémoires sauvés du vent ((en) So The Wind Won't Blow It All Away), Brautigan poursuit ses actions marketing et ses voyages aux États-Unis, en Europe et au Japon, mais le roman passe inaperçu et est vendu à seulement 15 000 exemplaires. Il écrit son dernier roman, An Unfortunate Woman, qui ne connaîtra qu'une publication posthume.

### Son suicide à Bolinas
Le 25 octobre 1984, après un long moment sans nouvelles de Brautigan, on part à sa recherche et découvre son corps dans sa maison de Bolinas, une blessure par balle à la tête. On trouve également un revolver Smith & Wesson de calibre 44 avec une unique douille dans le barillet. L'état de décomposition du corps laisse à penser que l'auteur était mort depuis plusieurs semaines. La nouvelle du suicide de Brautigan fait le tour du monde et suscite de vives réactions de la part de ses amis et de ses lecteurs[réf. nécessaire].
C'est le 14 septembre 1984 que Brautigan laisse ses derniers signes de vie. Il aurait été vu par plusieurs personnes au restaurant japonais Cho-Cho de San Francisco. Très alcoolisé, il rentre chez lui à Bolinas en fin de soirée. Marcia Clay dit l'avoir eu au téléphone peu après 23 h. Brautigan prétexte devoir raccrocher pour retrouver un texte qu'il voulait lire à Marcia et cesse de répondre au téléphone malgré les multiples rappels de Marcia. Dès ce moment, seul le répondeur réceptionne les appels et plus personne n'a de nouvelles de Brautigan.
La question de la préméditation est posée. De notoriété publique, Brautigan pouvait se montrer profondément déprimé et parlait à mots plus ou moins voilés de suicide depuis bien longtemps. Brautigan se définissait essentiellement par son métier d'écrivain ; or la baisse des ventes de ses livres et l’abandon progressif du public l’entraînait sur le chemin de l’alcoolisme et de l’auto-destruction. Dans ses mémoires En marge, Jim Harrison rapporte une discussion durant laquelle Brautigan déclara qu’il ne s’ôterait pas la vie tant qu’il serait capable d’écrire et tant que sa fille Ianthe dépendrait de lui. Harrison se pose également la question de l’œuf et de la poule : Brautigan était-il un « écrivain poussé au suicide ou un suicidaire devenu écrivain ? »
Le corps de Brautigan fut incinéré et ses cendres reposent dans une urne chez Lanthe Brautigan. Elle avait l'intention de l'enterrer dans un cimetière sur le littoral californien (probablement Bodega Calvary Cemetery) mais ne sachant quelle épitaphe graver dans le marbre, elle ne put se résoudre à inhumer les cendres de son père dans le cimetière.

## Œuvres

### Romans
- Un général sudiste de Big Sur, 1975 ((en) A Confederate General From Big Sur, Grove Press, 1964)
- La Pêche à la truite en Amérique, 1974 ((en) Trout Fishing in America, Four Seasons Foundation, 1967)écrit en été 1961. premier livre de Brautigan publié en France
- Sucre de pastèque, 1974 ((en) In Watermelon Sugar, Four Seasons Foundation, 1968)écrit entre le 13 mai et le 19 juillet 1964
- L'Avortement, 1973 ((en) The Abortion: An Historical Romance, Simon and Schuster, 1971)
- Le Monstre des Hawkline, 1976 ((en) The Hawkline Monster: A Gothic Western, Simon and Schuster, 1974)
- Willard et ses trophées de bowling, 1978 ((en) Willard and His Bowling Trophies: A Perverse Mystery, Simon and Schuster, 1975)
- Retombées de sombrero, 1980 ((en) Sombrero Fallout: A Japanese Novel, Simon and Schuster, 1976)
- Un privé à Babylone, 1981 ((en) Dreaming of Babylon: A Private Eye Novel 1942, Delacorte Press/Seymour Lawrence, 1977)
- Tokyo-Montana Express, 1981 ((en) The Tokyo-Montana Express, Targ Editions puis Delacorte Press/Seymour Lawrence, 1980)Ce livre est parfois considéré comme un recueil de nouvelles
- Mémoires sauvés du vent, 1983 ((en) So the Wind Won't Blow It All Away, Delacorte Press/Seymour Lawrence, 1982)
- Cahier d'un retour de Troie, 1994 ((en) An Unfortunate Woman: A Journey, St. Martins Press, 2000)Écrit en été 1982. Première publication en langue française

### Recueil de nouvelles
- La vengeance de la pelouse, 1983 ((en) Revenge of the lawn, Simon and Schuster, 1970)

### Poésie
- (en) The Return of the Rivers, Inferno Press, 1957un seul poème
- (en) The Galilee Hitch-Hiker, White Rabbit Press, 1958poème en 8 parties
- (en) Lay the Marble Tea, Carp Press, 1959recueil de 24 poèmes
- (en) The Octopus Frontier, Carp Press, 1960recueil de 22 poèmes
- (en) All Watched Over by Machines of Loving Grace, The Communication Company, 1967recueil de 32 poèmes, tous republiés dans The pill...
- (en) Please Plant This Book, Graham Mackintosh, 1968Recueil de 8 poèmes imprimés sur 8 sachets de graines. Distribué gratuitement dans les rues de San Francisco par les Diggers
- (en) The Pill versus the Springhill Mine Disaster, Four Seasons Foundation, 1968recueil de 98 poèmes issus de livres The Return of the Rivers, The Galilee Hitch-Hiker, Lay the Marble Tea, The Octopus Frontier et All Watched Over by Machines of Loving Grace
- (en) Rommel Drives on Deep into Egypt, Delacorte Press/Seymour Lawrence, 1970recueil de 85 poèmes
- (en) Loading Mercury with a Pitchfork, Simon and Schuster, 1971
- Une Tortue à Son Balcon, 1989premier recueil de traduction française. Sélection de poèmes issus de The Pill..., Rommel Drives... et Loading Mercury...
- Tu Es Si Belle Qu'il Se Met à Pleuvoir, 1990deuxième recueil de traduction française. Sélection de poèmes issus de The Pill..., Rommel Drives... et Loading Mercury...
- Il Pleut en Amour, 1991compilation des deux volumes Une Tortue à Son Balcon et Tu Es Si Belle...
- Journal Japonais, 1992 ((en) June 30th, June 30th, Delacorte Press/Seymour Lawrence, 1978)
- Pourquoi les poètes inconnus restent inconnus, 2003 ((en) The Edna Webster Collection of Undiscovered Writings, Mariner/Houghton Mifflin, 1999)Publication posthume de poèmes inédits
- C'est tout ce que j'ai à déclarer : œuvre poétique complète T1 Le Castor Astral, 2016
- Il pleut en amour - Journal japonais Éditions Points, 2017
- Pourquoi les poètes restent inconnus Éditions Points, 2017

## Analyse de l'œuvre
Brautigan emprunte à tous les genres de la littérature américaine (le western, le polar, le récit de souvenirs) pour mieux les faire imploser, les divertir de leur cours. Son écriture, celle d'un grand styliste et ré-inventeur de la langue américaine, procède par images et digressions perpétuelles, pareille au détective de Un privé à Babylone (traduit en France par l'universitaire Marc Chénetier, qui contribua à le faire découvrir chez l'éditeur Christian Bourgois) toujours distrait de son enquête par son rêve de Babylone.

### Influences reçues
Parmi les influences notables de Brautigan comptent les poètes Emily Dickinson et William Carlos Williams. Découverts durant ses études secondaires, « Dickinson le marque par sa personnalité de poète en tant qu'excentrique étranger écrivant des télégrammes depuis une réalité parallèle
et Williams par son insistance à rejeter les formes poétiques dépassées pour écrire dans un langage vulgaire sur des sujets qui ont un impact immédiat sur le lecteur  »,.

## Accueil et critique

### Un emblème de la contre-culture hippie
Après la publication de plusieurs poèmes et d'un premier roman qui resteront dans un relatif anonymat, La Pêche à la truite en Amérique paraît en 1967, coïncidant avec l'apogée du Summer of Love à San Francisco. La presse présente Brautigan comme la nouvelle voix rafraîchissante de la littérature américaine, ainsi que son deuxième roman comme un des premiers succès populaires du roman postmoderne  et un incontournable de la culture hippie.
Un an après La Pêche à la truite en Amérique est publié Sucre de pastèque (1968). Ce troisième roman est considéré par Michael McClure comme le « plus parfait » de Brautigan. Newton Smith y voit aussi son « plus sérieux » et une parabole de la vie au XXe siècle. Dans une chronique de ce nouveau livre, Lew Welch, poète de la Beat Generation, présente Brautigan comme un « vrai écrivain, un inventeur de forme littéraire, un homme de la rue et un être humain de premier ordre » et envisage qu'à l'avenir, on écrira des « Brautigans » au même titre qu'on écrit des romans.
L'engouement du public de la Côte Ouest pour les livres de Brautigan arrive aux oreilles de Seymour Lawrence, éditeur new-yorkais aux éditions Delacorte, par l'intermédiaire de Kurt Vonnegut. Lawrence rachète les droits de (en)The Pill versus the Springhill Mine Desaster, La Pêche à la truite en Amérique et Sucre de pastèque pour publier une collection des trois livres. En un an, 300 000 exemplaires sont vendus. Le succès national est suivi au début des années 1970 de traductions en 27 langues de La Pêche à la truite en Amérique. Brautigan est catapulté vers une notoriété internationale et désigné par les critiques comme un éminent représentant de cette contre-culture émergente, au même titre que Ginsberg et Ferlinghetti.
Dans les années 1970, il s'essaie à divers genres littéraires et publie plusieurs romans et recueils de poèmes. Mais son succès aura été fugace. « À la fin des années 1960, écrit son ami l'écrivain Thomas McGuane, il a été le bébé jeté avec l'eau du bain. C'était un type gentil, perturbé, bizarre. » Et l'éditeur Lawrence Ferlinghetti : « En tant qu'éditeur, j'attendais toujours que Richard grandisse, comme écrivain. Il me semble qu'il était essentiellement un naïf, et je ne crois pas qu'il cultivait cette puérilité, elle lui venait naturellement. Il était bien plus en phase avec les truites qu'avec les gens en Amérique. » Délaissé par les critiques et les lecteurs, Brautigan voit sa popularité s'effondrer en Amérique.
Dès L'Avortement en 1971, les critiques ne retrouvent plus ni la qualité ni l'originalité de ses premiers romans et sont déçus par le manque d'évolution de Brautigan. « Nous sommes tous d'accord sur le fait que Brautigan sait écrire et écrit d'ailleurs très bien ; seulement, il serait temps qu'il écrive à la hauteur de son talent ».
D'autres vont plus loin et iront jusqu'à s'étonner de l'engouement que la jeunesse a connu pour Brautigan. On lui reproche une écriture fantasque, dépassée et ne lui reconnaissent ni profondeur, ni qualité littéraire. En apparence peu travaillés, les textes de Brautigan sont faciles à lire, dans un vocabulaire simple et un phrasé sans complexité. Des critiques estiment son écriture digne d'un enfant et pensent que ses romans ont été « écrits en aussi peu de temps qu'il n'en faut pour les lire ».

### Un nouveau regard sur son œuvre
Toutefois son œuvre reste appréciée en Europe et au Japon.
« Longtemps, la critique littéraire n'a vu dans l'œuvre de Brautigan que le charme et la douceur, la fraîcheur et la drôlerie. C'était faire peu de cas de la profonde tristesse qui hante ces écrits et devait mener leur auteur à l'épuisement et à sa perte. »

## Postérité de l'œuvre

### The Brautigan Library
À Burlington, dans le Vermont, a été créée une Brautigan Library, dont la principale particularité est d'accueillir uniquement des manuscrits refusés par les éditeurs. On y utilise des pots de mayonnaise en guise de presse-livres, en hommage à La Pêche à la truite en Amérique, qui se termine par le mot « mayonnaise ». De plus, le système de classification utilisé dans cette bibliothèque est le Mayonnaise system, inspiré par la classification de la bibliothèque imaginée par Brautigan dans son livre L'Avortement : les livres sont classés dans des catégories telles que l'amour, le futur, l'aventure et tout le reste. En 2005, la Brautigan Library a été accueillie par la San Francisco Public Library qui lui a affecté un local près du lieu décrit par l'auteur dans son roman.

### Œuvres textuelles inspirées par Brautigan
- Bruno Boeglin, 2003, Brautigan ou la vallée du Paradis, une pièce de théâtre d'après l'œuvre de Richard Brautigan.
- Nicolas Dumontheuil s'inspire librement du Monstre des Hawkline de Brautigan, dans une bande dessinée en 3 tomes, Big Foot, publiée entre 2007 et 2008. Dumontheuil adopte un ton humoristique pour ce western qui reprend la thématique, la fantaisie et plusieurs personnages du roman originel[40].
- Banlieue de Babylone, sous-titré Richard Brautigan's friends (Gros Textes, 2010), réunit des nouvelles et des poèmes en hommage à l'auteur américain.
- Éric Plamondon publie en 2012 Mayonnaise, le deuxième volume de sa trilogie 1984[41], qui met en regard la vie du narrateur (Gabriel Rivages) et celle de Brautigan. Le titre fait écho au mot final de La pêche à la truite en Amérique et la structure du livre est faite de courts chapitres rappelant l'écriture fragmentaire de Brautigan[42].
- Thomas B. Reverdy publie en 2013 Les Evaporés dans lequel Richard B., détective privé californien, accompagne son amie Yukiko au Japon, à la recherche de son père disparu. L’œuvre contient des extraits de poèmes de Brautigan et de nombreuses analogies avec la vie et l’œuvre de l'auteur.
- Gaétane Laurent-Darbon et Pierre Ménard coordonnent Lendemains de fête : projet collectif texte/image autour de la nouvelle Qu'est-ce que tu vas faire de 390 photos d'arbres de Noël ? de Brautigan, avec des textes de François Bon, Mathieu Brosseau, Mitch Cullin, Jean-Marc Flahaut, Arnaud Maïsetti, Pierre Ménard, Éric Pessan, Thomas B. Reverdy, Joachim Séné, Pascal Simon, Lucien Suel, et Thomas Vinau, édité par Publie.net, 2015.
- David Foenkinos publie en 2016 Le Mystère Henri Pick dans lequel un bibliothécaire du Crozon crée dans sa bibliothèque un espace réservé aux textes qui ont été refusés par les éditeurs. Des références à Brautignan et à L'Avortement sont mentionnées.

### Œuvres musicales
- Mathias Malzieu, écrivain et leader du groupe de rock français Dionysos, est un grand admirateur de Brautigan[43]. Sur l'album Western sous la neige (2002), une des chansons est titrée Tokyo Montana en hommage au roman Tokyo-Montana Express de Brautigan.
- Sur le DVD musical de Cali Plein de vie (2004) se trouve le court-métrage à Brautigan mettant en scène Cali et Mathias Malzieu. Ils lisent quelques poèmes tirés du recueil bilingue Pourquoi les poètes inconnus restent inconnus, et on entend également la voix de Daniel Presley (producteur ayant collaboré avec les deux artistes) récitant les textes en américain.
- Shawn Mullins, auteur-compositeur et interprète américain, sur son album Soul's Core (1998) fait directement référence à Brautigan, ainsi qu'au Tokyo-Montana Express dans sa chanson Twin Rocks, Oregon.

## Traducteurs de Brautigan en français
- Michel Doury
  - La Pêche à la truite en Amérique (traduction originale)
  - Sucre de pastèque (traduction originale)
  - Un général sudiste de Big Sur (traduction originale)
- Michel Doury et Lorraine de Valdène
  - Le Monstre des Hawkline
- Marie-Christine Agosto
  - La Vengeance de la pelouse
- Georges Renard
  - L'Avortement
- Robert Pépin
  - Willard et ses trophées de bowling
  - Retombées de sombrero
  - Tokyo-Montana Express
- Marc Chénetier 
  - Un privé à Babylone
  - Mémoires sauvés du vent
  - Cahier d'un retour de Troie
  - La Pêche à la truite en Amérique (nouvelle traduction de 1994)
  - Sucre de pastèque (nouvelle traduction de 1994)
  - Un général sudiste de Big Sur (nouvelle traduction de 1994)
- Frédéric Lasaygues
  - Une tortue à son balcon
- Nicolas Richard
  - Tu es si belle qu'il se met à pleuvoir
  - Journal japonais
- Thierry Beauchamp et Romain Rabier
  - Pourquoi les poètes inconnus restent inconnus

### Ouvrages
- Jean-Bernard Basse, Poétique du vide et fragmentation de l’écriture chez Richard Brautigan, L'Harmattan, coll. « L'Aire anglophone », 2000
- (en) Ianthe Brautigan, You Can't Catch Death : A Daughter's Memoir, New York, St. Martin's Press, 2000, 209 p. (ISBN 0-312-25296-X)
- (en)William Hjortsberg, Jubilee Hitchhiker: The Life and Times of Richard Brautigan, Counterpoint, 2012 (ISBN 9781582437903)
- Keith Abbott, Brautigan, un rêveur à Babylone, L'incertain, 1992, 195 p. (ISBN 978-2-906843-17-2)
- Marie-Christine Agosto, Richard Brautigan, les fleurs de néant, Paris, Belin, 1999, 127 p. (ISBN 2-7011-2499-9)
- (en)Marc Chenetier, Richard Brautigan (Contemporary writers), Methuen Publishing Ltd, 1983 (ISBN 0416329608)
- Marc Chenetier (trad. de l'anglais), Brautigan sauvé du vent, Aubervilliers, L'incertain, 1992, 180 p. (ISBN 2-906843-24-5)
- Marc Chenetier et Philippe Squarzoni, Portrait en pin, en sucre de pastèque et en pierres, de Richard Brautigan, Les rêveurs, 2008 (ISBN 978-2-912747-40-2 et 2-912747-40-6)
- Thierry Séchan, Tombeau de Brautigan, Paris, L'incertain, 1994, 131 p. (ISBN 2-906843-47-4)
- Thierry Séchan (préf. Philippe Djian), À la recherche de Richard Brautigan, Bordeaux, Castor Astral, 2003, 93 p. (ISBN 2-85920-523-3)
- (en) John F. Barber, Richard Brautigan : An Annotated Bibliography, Jefferson (N.C.)/London, Mcfarland & Co Inc Pub, 1990, 236 p. (ISBN 0-89950-525-2)
- (en)John F. Barber, Richard Brautigan: Essays on the Writings And Life, McFarland & Company, 2006 (ISBN 0786425253)
- (en)Terrence Malley, Richard Brautigan, Warner Books, 1972 (ISBN 0446689424)

### Presse
- (en) LIFE no 69, John Stickney, Gentle Poet of the Young: A Cult Grows around Richard Brautigan, 14 août 1970
- (en) Rolling Stone, Lawrence Wright, The Life and Death of Richard Brautigan, 11 avril 1985
- (en) Washington Post, Jennifer Foote, An Author's Long Descent. Richard Brautigan: The Troubled Cult Hero and His Path to Suicide, 23 janvier 1985
- (en) The Register-Guard
  - Bob Keefer et Quil Dawning, Beauty, Pain and Watermelon Sugar, 30 janvier 2000
  - Don Bishoff, Author's Life Was Shaped in Eugene, 25 août 1993
- (en) Rosebud, Deanna Hershiser, From a Damselfly's Notebook, octobre 2011

### En anglais
- (en) The Brautigan Bibliography and Archive, site très complet
- (en) The Richard Brautigan Archive, autre site d'archive, non officiel
- (en) Un fan club forums de discussion

### En français
- Bibliographie de Richard Brautigan et chronique par Phil Fax sur le site de la Nouvelle revue moderne.
- Un article et entretien avec son traducteur et ami Marc Chénetier dans le Matricule des Anges.